# Belgische Federatie voor Bob- en Sleesporten
De Belgische Federatie voor Bob- en Sleesporten (BFBS), in het Frans Fédération Belge de Bobsleigh et Skeleton, is de nationale sportbond in België die is aangesloten bij de Internationale bobslee- en skeletonfederatie (FIBT). Skeleton is sterk verwant aan het rodelen, waarbij één atleet de afdaling liggend op een slee ondergaat. Een bobslee is iets groter waar twee tot vier atleten al zittend afdalen.

## (Ex-) atleten

### Bobslee

#### Mannen
- Thomas Siech
- Korneel Deblock
- Sebastien Trouillez
- Lino Vandoorne
- Michaël Dezutter
- Davy Bastiaens
- Michael Serisé
- Tom Plessers
- Roel Hermans
- Robert van Impe
- Arno van Impe

#### Vrouwen
- Hanna Mariën
- An Vannieuwenhuyse
- Annelies Holthof
- Eveline Vercammen
- Lien De Decker
- Elfje Willemsen
- Eva Willemarck
- Caroline De Bock
- Nel Paulissen
- Lies Defreyne

### Skeleton

#### Mannen
- Korneel Deblock

#### Vrouwen
- Kim Meylemans